# Millenniumsdorf (Welthungerhilfe)
Die Millenniumsdörfer sind 15 Orte in armen Ländern, in denen die Welthungerhilfe zeigen will, dass die Millennium-Entwicklungsziele der Vereinten Nationen (MDG) erreichbar sind. Das Konzept steht in Analogie zu den Millenniumsdörfern der Vereinten Nationen.

## Vorgehen
Die Welthungerhilfe hat im Jahr 2006 dafür je ein Dorf, eine kleine Region oder einen Stadtteil in lateinamerikanischen, asiatischen und afrikanischen Ländern ausgewählt. Die beteiligten Länder waren Äthiopien, Angola, Benin, Burkina Faso, Madagaskar, Mosambik, Ruanda, Afghanistan, zwei in Indien, Kambodscha, Tadschikistan, Bolivien, Ecuador, Nicaragua.
Die Menschen dort sollten ihre dringendsten Bedürfnisse identifizieren und zusammen mit der Welthungerhilfe ein Entwicklungsprogramm entwickeln. Sie sollten eine Sonderförderung nach dem Prinzip der Hilfe zur Selbsthilfe erhalten. Dies sollte ihren Lebensstandard, wenn möglich bereits bis 2010, so verbessern, dass ein oder mehrere Millenniumsziele erreicht werden. Der Schwerpunkt lag auf dem ersten Ziel "Beseitigung der extremen Armut und des Hungers".
Im Jahr 2011 wurde der zweite Teil der Initiative begonnen, an dem sowohl einige der bestehenden Millenniumsdörfer beteiligt sind als auch einige neue. Die Ziele dieses Teils liefen bis zum Jahr 2015. Im Herbst 2012 führte die Welthungerhilfe folgende Orte als Millenniumsdörfer:
- Afrika
  - Ogur (Uganda) ⊙
  - Kongoussi (Burkina Faso) ⊙
  - Nentaraja (Kenia)
  - Mabote (Mosambik) ⊙
- Asien
  - Kanat Toch (Kambodscha)
  - Korak (Nepal) ⊙
  - Sarwan (Indien) ⊙
  - Nimpith (Indien) ⊙
  - Jhiranya (Indien) ⊙
  - Veshab (Tadschikistan) ⊙
- Lateinamerika
  - Ayacucho (Peru) ⊙
  - Riberas del Huallaga (Peru)
  - Mondésir (Haiti)
  - Poirier (Haiti)
  - Auhya Pinhi (Nicaragua)

## Monitoring
Die Welthungerhilfe verwendete die von den Vereinten Nationen festgelegten MDGs sowie die entsprechenden Zielvorgaben und Indikatoren als Grundlage für ihr Monitoring auf Dorfebene, um die Akzeptanz der internationalen Fachöffentlichkeit zum Thema Millenniumsziele zu erreichen. Der Betrachtungszeitraum erstreckte sich über die Jahre 2006 bis 2010 mit dem Hauptziel, Informationen über die aktuelle Situation in den Millenniumsdörfern sowie den Entwicklungstrend hinsichtlich der MDGs zu erheben. Regelmäßig und zeitnah sollten diese Informationen erfasst und so aufbereitet werden, um sowohl für das Projektmanagement als auch für die Öffentlichkeitsarbeit effizient nutzbar zu sein. 2006 wurde die Methodik diskutiert und entwickelt. Neben Diskussionsrunden und Workshops über Inhalte, Vorgehensweise, Machbarkeit etc. wurde auch ein Pretest an allen 15 Standorten durchgeführt, um die Besonderheiten und Restriktionen jedes Standortes zu erfahren und einarbeiten zu können.
Im Zuge des Weltarmutgifpels veröffentlichte die Welthungerhilfe im September 2010 Zahlen zu ihrer Initiative. Die jährlich durchgeführten Haushaltsbefragungen in den Dörfern lassen erkennen, dass sich einige Kennzahlen positiv verändert haben. Hierzu gehört die Antwort auf die Frage, ob der Haushalt das ganze Jahr hindurch über ausreichend Nahrungsmittel verfügt:
| Millenniumsdorf         | Ja (2007) | Ja (2009) |
| ----------------------- | --------- | --------- |
| Mangue, Angola ⊙        | 29 %      | 87 %      |
| Sodo, Äthiopien ⊙       | 1 %       | 7 %       |
| Mabote, Mosambik        | 6 %       | 47 %      |
| Kanat Toch, Kambodscha  | 9 %       | 19 %      |
| Gandhiji Songha, Indien |           | 21 %      |
| Veshab, Tadschikistan   | 45 %      | 71 %      |

Ebenfalls gestiegen sei nach Angaben der Welthungerhilfe der Anzahl der eingeschulten Kinder. Dieser stieg von 2007 bis 2009 in Mangue (61 % auf 81 %), in Gandhiji Songha (81 % auf 86 %) sowie in Sarwan (93 % auf 97 %). Sauberes Trinkwasser gab es in Mabote 2007 für 62 % der Befragten. 2009 waren dies 89 %. In Sodo stieg der Anteil von 28 % auf 71 %.

## Abschlussbericht
Die Welthungerhilfe hat nach zehn Jahren ein positives Fazit gezogen. Trotz vieler Widrigkeiten haben sich alle Dörfer bis auf eines positiv entwickelt. Es wurden gezielt Siedlungen in ländlichen Räumen ausgewählt, die nicht von bewaffneten Konflikte betroffen waren. In Mabote in Mosambik sind jedoch politische Unruhen entstanden und die Maßnahmen mussten eingestellt werden.
Die Welthungerhilfe resümiert, dass es der Mehrzahl der 72.000 in den Millenniumsdörfern lebenden Menschen heute deutlich besser ginge, als vor Beginn der Initiative. Gemeinsam mit den Dorfbewohnern sei es gelungen, extreme Armut und Hunger zu reduzieren, die Gleichstellung von Frauen zu fördern, die Degradierung der Böden zu mindern und die Umwelt zu schützen.
Neben der Aktivierung der Dorfgemeinschaften und der gemeinsamen Bestimmung der Entwicklungsziele sieht die Welthungerhilfe in gegenseitigen Besuchen von Vertretern der Millenniumsdörfern einen wesentlichen Grund für den Erfolg des Gesamtprojekts. Durch diese gegenseitigen Besuche über Orts- und Landesgrenzen hinweg, hätten die Menschen sehr viel schneller erfolgreiche Praktiken zum Beispiel im Gemüseanbau kennen gelernt, als es über Fortbildungen in Seminarräumen möglich gewesen wäre.
Im Abschlussbericht des Projekts sind zu den 14 Millenniumsdörfern spezifische Kennzahlen dokumentiert.

## Andere Stimmen
Die CSU-nahe Hanns-Seidel-Stiftung berichtet, dass Dorfbewohner des Projekts in Kenia Zweifel an der Nachhaltigkeit der Maßnahmen hätten. Die Millenniums-Ziele würden durchaus im Projekt besser erreicht, als im übrigen Land, doch die finanziellen Mittel könnten nach Projektabschluss fehlen, um die geschaffene Infrastruktur erhalten zu können. Unklar bei jedoch, ob sich diese Kritik auf das Millenniumsdorf der Welthungerhilfe oder auf die ebenfalls dort beschriebenen Millenniumsdörfer der Vereinten Nationen oder auf beide Projekte bezieht.
Die Zeit für die Schule beschreibt anhand des Millenniumsdorf Sarwan in Indien die Wichtigkeit der Gleichstellung der Frau.
Der Österreichische Standard schreibt sehr positiv über das Millenniumsdorf Korak in Nepal und berichtet über den Bau von Wasserleitungen und Toiletten.
Im Jahr 2014 zeigte EinsPlus den Dokumentarfilm Ethiopia Calling, in dem ab der Sendeminute 48:25 über den Brunnenbau in Sodo (Äthiopien) und die Zuverlässigkeit der Brunnentechnik berichtet wird.